# Horní Sněžná

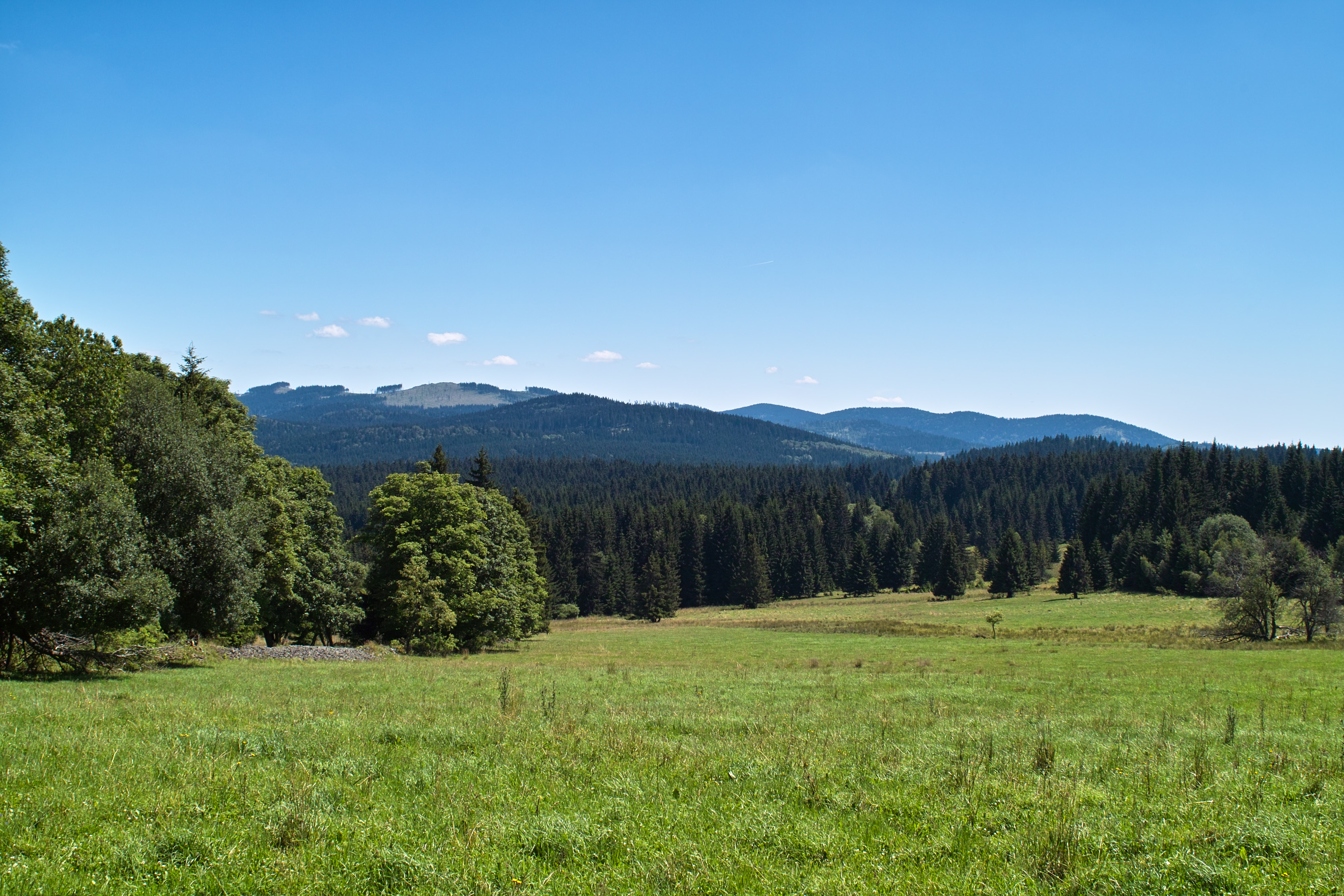
Blick von Horní Sněžná zum NPP Prameniště Blanice

Horní Sněžná (deutsch Oberschneedorf, auch Ober Schneedorf) ist eine Grundsiedlungseinheit der Stadt Volary in Tschechien. Das erloschene Dorf liegt fünf Kilometer südöstlich von Volary und gehört zum Okres Prachatice.

## Geographie
Horní Sněžná befindet sich an der Wasserscheide zwischen Moldau und Blanice auf einer Hochfläche im Böhmerwald. Östlich von Horní Sněžná entspringt der Černý potok (Schwarzbach). Gegen Osten erstreckt sich der Truppenübungsplatz Boletice. Nördlich erheben sich der Větrný (Lichtenberg, 1051 m n.m.) und die Doupná hora (Schusterberg, 1052 m n.m.), im Nordosten der Na Skále (Großer Steinberg, 1011 m n.m.), östlich die Kaliště (922 m n.m.), im Südosten der Korunáček (Kleiner Kronetberg, 994 m n.m.), südlich der Korunáč (Großer Kronetberg, 920 m n.m.) und die Hůrka (888 m n.m.) sowie im Südwesten die Křemenná (Steinschicht, 1085 m n.m.) und der Mechový vrch (Maystadt, 1012 m n.m.).
Nachbarorte sind Dolní Sněžná im Norden, Spálenec, Čtyří Domy, Dvojdomí und Sedmidomí im Nordosten, Arnoštov im Osten, Nové Chalupy, die Wüstung Uhlíkov und Pěkná im Süden, Chlum im Südwesten, Planerův Dvůr im Westen sowie Volary im Nordwesten. Gegen Norden liegen die Wüstungen Dvojdomí und Kollerhaus; südlich die Wüstung Jodlovy Chalupy.

## Geschichte
Oberschneedorf wurde wahrscheinlich in der ersten Hälfte des 17. Jahrhunderts durch das Kloster Goldenkron gegründet. Die erste schriftliche Erwähnung des Dorfes erfolgte 1654 in der berní rula. Zusammen mit den anderen Klostergütern ging auch Oberschneedorf 1785 in Folge der Aufhebung des Klosters Goldenkron in das Eigentum der Fürsten Schwarzenberg und wurde Teil der Allodialherrschaft Krumau.
Im Jahre 1840 bestand das Dominikaldorf Ober-Schneedorf aus 30 Häusern mit 231 deutschsprachigen Einwohnern. Abseits lagen die Neuhäuser bzw. Neubauer (Dvojdomí) und die Schneehäuser (Nové Chalupy). Pfarrort war Wallern. Bis zur Mitte des 19. Jahrhunderts blieb Ober-Schneedorf der Allodialherrschaft Krumau untertänig.
Nach der Aufhebung der Patrimonialherrschaften bildete Oberschneedorf/Šnedorf ab 1849 mit den Ortsteilen Unterschneedorf, Neuhäuser bzw. Schneehäuser (Nové Chalupy) und Zweihäuser (Dvojdomí) eine Gemeinde im Gerichtsbezirk Prachatitz. Ab 1868 gehörte die Gemeinde zum Bezirk Prachatitz. Zum 3. November 1874 wurde Oberschneedorf dem neu errichteten Gerichtsbezirk Wallern zugeordnet. Am Ende des 19. Jahrhunderts wurden Horní Šnedorf bzw. Horní Schneedorf als tschechische Ortsnamen verwendet. Im Jahre 1900 bestand der Kernort aus 20 Häusern und hatte 125 Einwohner. Zehn Jahre später lebten in den 30 Häusern von Oberschneedorf 146 Personen, im Dorf gab es eine Schule und ein Gasthaus. 1921 bestand das Dorf aus 30 Häusern und hatte 182 Einwohner. Der tschechische Ortsname Horní Sněžná wurde 1924 eingeführt. Im Jahre 1930 hatte die Gemeinde Oberschneedorf 464 Einwohner; in den 32 Häusern des Kernortes lebten 157 Personen. Im Oktober 1938 wurde das Dorf in Folge des Münchner Abkommens dem Deutschen Reich zugeschlagen und gehörte bis 1945 zum Landkreis Prachatitz. Im Jahre 1939 lebten in der Gemeinde Oberschneedorf 448 Personen. Nach dem Ende des Zweiten Weltkriegs kam Horní Sněžná an die Tschechoslowakei zurück. Die deutschböhmische Bevölkerung wurde bis 1946 auf Grund der Beneš-Dekrete vertrieben; im Oktober 1946 wurden mit der sozialdemokratischen Familie Guschlbauer die letzten Deutschen aus der Gemeinde ausgesiedelt. Die Wiederbesiedlung des Dorfes mit Tschechen gelang nicht; 1947 hatte die Gemeinde nur noch 57 Einwohner. Im Jahre 1948 erfolgte die Eingemeindung nach Chlum. Die meisten der neuen Bewohner verließen das Dorf nach kurzer Zeit wieder; 1950 lebten in den 30 Häusern von Horní Sněžná lediglich sieben Personen. In den 1960er Jahren wurden fast alle Häuser von Horní Sněžná abgerissen. Beim Zensus von 1970 hatte Horní Sněžná keine ständigen Einwohner mehr. Heute besteht Horní Sněžná nur noch aus einigen Ruinen, verwilderten Obstgärten und Steinmauern. Die Bergwiesen um Horní Sněžná werden als Weideland genutzt. Westlich der Wüstung entstand ein Sendeturm für Mobilfunk.
Von den Wiesen in Horní Sněžná bietet sich ein weiter Blick über das obere Flanitztal zum Knížecí stolec (Fuchswiesenberg, 1236 m n.m.) und nach Křišťanov, von den Wiesen unterhalb der Doupná hora sind auch Gipfel der Alpen sichtbar. Von Nové Chalupy aus besteht eine weite Aussicht über das Moldautal bei Chlum.

## Ortsgliederung
Die Wüstung Horní Sněžná gehört zum Ortsteil Chlum. Der Katastralbezirk Horní Sněžná umfasst die Ortslagen Horní Sněžná, Dolní Sněžná (Unterschneedorf), Nové Chalupy (Neuhäuser), Dvojdomí (Bei den zwei Häusern) und Kollerhaus.

## Sehenswürdigkeiten
- Steinkreuz aus dem Jahre 1888
- Gusseisernes Kreuz, errichtet 1882
- Nationales Naturdenkmal Prameniště Blanice, nordöstlich und östlich von Horní Sněžná
- 500-jährige Rotbuche, der 14 m hohe Einzelbaum an der ehemaligen Kammstraße nach Jodlovy Chalupy mit einem Stammumfang vom 6,75 m ist seit 1990 als Baumdenkmal geschützt[6]
- Bergahorn an der ehemaligen Straßenkreuzung in Horní Sněžná, der 28 m hohe Einzelbaum mit einem Stammumfang von 4,33 m ist ebenfalls seit 1990 geschützt[7]
- 25 m hoher Bergahorn mit einem Stammumfang von 4,10 m in Nové Chalupy, seit 1990 als Baumdenkmal geschützt[8]

## Trivia
Im Roman Cirkus Humberto von Eduard Bass ist Oberschneedorf der Geburtsort der Hauptfiguren Antonín und Václav Karas. Bei der 1988 erfolgten Verfilmung durch František Filip wurden die Aufnahmen für das erloschene Dorf im Freilichtmuseum Veselý Kopec gedreht.